# Anna-Maria Redi

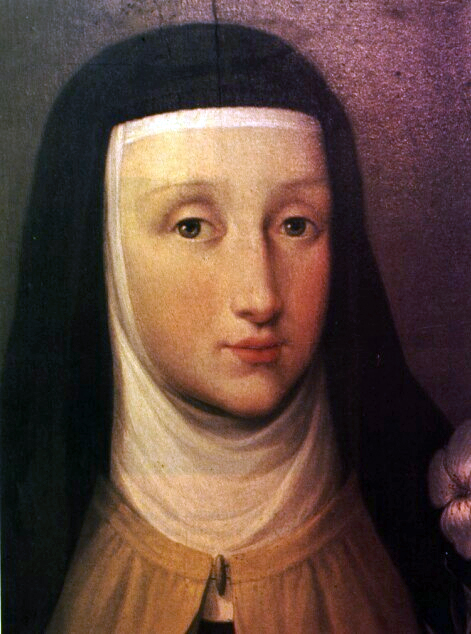
Zuster Theresa Margriet van het Heilig Hart

Anna-Maria Redi (Arezzo, 15 juli 1747 – Florence 7 maart 1770) was een Italiaanse karmelietes en is een heilige van de Katholieke Kerk.
Anna-Maria groeide op in een liefdevol gezin en was als kind al bijzonder godvruchtig. Vanaf haar negende bezocht ze de nonnenschool van de benedictinessen in Florence. Acht jaar later trad ze toe tot de orde der karmelietessen en nam de naam Zuster Theresa Margriet van het Heilig Hart aan. Ze besloot meteen tot een leven van boetedoening. Zo sliep ze op de vloer en deed ze in de winter het raam van haar cel open, terwijl ze het in de zomer juist dicht deed. Het doel hiervan was zich zo veel mogelijk te vereenzelvigen met de lijdende Christus. Ze leek vaak afwezig, maar wijdde zich dan aan haar innerlijk leven, waarbij ze steeds haar mediteerde op de zin "God is Liefde". Al snel werd zij een voorbeeld voor haar medezusters. Ze werkte op de ziekenzaal van het klooster en leek geneeskrachtige gaven te hebben.
Na haar overlijden, waaraan een kortstondig maar hevig lijden voorafging, zou haar lichaam geen geur van ontbinding, maar een geur van heiligheid hebben verspreid. Vijfendertig jaar na haar overlijden werd haar – ongeschonden – lichaam als reliek geschonken aan het karmelitessenklooster in Florence.
In 1806 deden de priores en zusters van het Sint-Theresaklooster in Firenze een poging om de zaligverklaring van Theresa Margriet te promoten door een biografie te laten publiceren. De zaligmaking volgde uiteindelijk in 1929 en ze werd op 19 maart 1934 heilig verklaard door paus Pius XI. Haar feestdag is op 7 maart.